# Genocide (filme)
Genocide é um filme-documentário estadunidense de 1981 dirigido e escrito por Arnold Schwartzman, que fala sobre o Holocausto. Venceu o Oscar de melhor documentário de longa-metragem na edição de 1982.

## Elenco
- Elizabeth Taylor
- Orson Welles